# キム・コリンズ
キム・コリンズ（Kim Collins、1976年4月5日 - ）は、セントクリストファー・ネイビスの陸上競技選手。100mの40歳以上世界最高記録保持者（9秒93）。2003年世界選手権男子100mの金メダリストである。

## 経歴
コリンズは、1997年の世界選手権でメジャーな大会にデビューしている。このときは1次予選で予選落ちした。その後、力をつけてゆき、2000年シドニーオリンピックでは、決勝進出を果たし、7位入賞を果たした。
2001年は、世界選手権の200mにおいて20秒20を記録し、セントクリストファー・ネイビス初となる銅メダルを獲得した。2002年のコモンウェルスゲームズの100mで、9秒98で走り、メジャーな大会で初の金メダルを獲得した。しかし、レース後のドーピング検査で陽性と判定される。だが、これは彼が数年間摂取している薬に反応したものであり、彼が報告を怠っていただけということで失格とはならなかった。
2003年には、ついに世界選手権の100mで金メダルを獲得した。この大会は、準決勝で優勝候補のモーリス・グリーンが敗退するなど、波乱の展開であった。決勝は、0.02秒の間に上位4人がゴールするという接戦で、その接戦をコリンズが制し、セントクリストファー・ネイビス初となる世界選手権での金メダルを獲得した。
2004年アテネオリンピックでは、セントクリストファー・ネイビス選手団の旗手を務め、前回大会の7位を上回る6位入賞を果たしている。2005年の世界選手権ではアメリカのジャスティン・ガトリン、ジャマイカのマイケル・フレイターに次いで3位に入り銅メダルを獲得。3大会連続の表彰台の栄誉に輝いた。
2009年9月、現役引退を発表したが、体調良好を理由に2011年1月29日に現役復帰を果たした。
2011年の世界選手権では、ジャマイカのウサイン・ボルトがフライングで失格になる波乱の展開の中、3位に入り銅メダルを獲得。また、400mリレーでも3位に入り、この大会で2つの銅メダルを手にした。
2012年ロンドンオリンピックの開会式では、アテネ大会以来2大会ぶりにセントクリストファー・ネイビス選手団の旗手を務めた。しかし、大会期間中に妻との面会を代表団指導部から断られ、それを不服として100mに出場せず、数日間行方不明になっていた。その結果、100m以外に200mと4×100mRに出場予定だったが代表から外された。
2013年7月4日に行われたダイヤモンドリーグのアスレティッシマ100mにおいて9秒97（+2.0）をマークし、自身の持つセントクリストファー・ネイビス記録を11年ぶりに0秒01更新した。この時のコリンズの年齢は37歳90日で、これは最年長9秒台記録であり、リンフォード・クリスティと並ぶ35歳以上世界最高記録でもあった。6日後に行われたハンガリー国際グランプリ100mでも9秒99（+0.2）をマークして、35歳以上で9秒台を2回マークした初の選手となった。
2014年2月25日にプラハで行われた室内60mにおいて6秒49のセントクリストファー・ネイビス記録を樹立すると、7月20日にロンドンで行われた100mでも9秒96（+1.0）のセントクリストファー・ネイビス記録（35歳以上世界最高記録）を樹立し、自身の持つ最年長9秒台記録を38歳106日に更新した。
2015年2月1日にモスクワ、3日にトルンで行われた室内60mにおいてセントクリストファー・ネイビス記録となる6秒48をマークすると、同月17日にウッチで行われた室内60mでは更にタイムを縮める6秒47の中央アメリカ・カリブ海タイ記録をマークした。5月30日に行われたダイヤモンドリーグ第3戦ユージーン大会プレフォンテインクラシック100mでは9秒99（+1.5）をマークし、自身の持つ最年長9秒台記録を39歳55日に更新すると、6月13日のセントクリストファー・ネイビス選手権100mでは39歳と69日に更新する9秒98（+1.8）をマークした。8月22日には世界選手権100mに出場し、トロイ・ダグラスが保持していた男子100mの最年長出場記録（38歳と248日）を39歳と139日に塗り替えた。
2016年3月18日にポートランドで開催された世界室内選手権の60mに出場し、男子60mの最年長出場記録（38歳と26日）と最年長ファイナリスト記録（35歳と337日）を39歳と348日に塗り替え、決勝では6秒56で8位に入った。40歳になってから約1ヶ月後の5月7日に100mで10秒09（+1.0）をマークし、トロイ・ダグラスが保持していた40歳以上世界最高記録（10秒29）を塗り替えると、5月29日には100mで自身の持つセントクリストファー・ネイビス記録を0秒03塗り替える9秒93（+1.9）をマーク。最年長9秒台記録も40歳と54日に塗り替え、40歳以上で9秒台をマークした初の選手となった。

## 主要大会の結果
| 年度 | 大会                   | 場所                       | 種目  | 記録          | 結果    |
| ---- | ---------------------- | -------------------------- | ----- | ------------- | ------- |
| 1996 | オリンピック           | アトランタ(アメリカ)       | 100m  | 10.34（-0.2） | 2次予選 |
| 1996 | オリンピック           | アトランタ(アメリカ)       | 400mR | 40.12         | 予選    |
| 1997 | 世界選手権             | アテネ(ギリシャ)           | 100m  | 21.73（-0.6） | 1次予選 |
| 1999 | 世界選手権             | セビリア（スペイン）       | 100m  | 10.50（-0.9） | 1次予選 |
| 1999 | 世界選手権             | セビリア（スペイン）       | 200m  | 20.95（+0.1） | 1次予選 |
| 2000 | オリンピック           | シドニー(オーストラリア)   | 100m  | 10.17（-0.3） | 7位     |
| 2000 | オリンピック           | シドニー(オーストラリア)   | 200m  | 20.57（+0.3） | 準決勝  |
| 2001 | 世界選手権             | エドモントン(カナダ)       | 100m  | 10.07（-0.2） | 5位     |
| 2001 | 世界選手権             | エドモントン(カナダ)       | 200m  | 20.20（+0.1） | 銅      |
| 2002 | コモンウェルスゲームズ | マンチェスター(イギリス)   | 100m  | 9.98（+0.2）  | 金      |
| 2002 | コモンウェルスゲームズ | マンチェスター(イギリス)   | 200m  | DNS           | 1次予選 |
| 2003 | 世界室内選手権         | バーミンガム(イギリス)     | 60m   | 6.53          | 銀      |
| 2003 | 世界選手権             | パリ(フランス)             | 100m  | 10.07（0.0）  | 金      |
| 2004 | オリンピック           | アテネ(ギリシャ)           | 100m  | 10.00（+0.6） | 6位     |
| 2005 | 世界選手権             | ヘルシンキ(フィンランド)   | 100m  | 10.05（+0.4） | 銅      |
| 2007 | 世界選手権             | 大阪(日本)                 | 100m  | 10.21（+0.3） | 準決勝  |
| 2008 | 世界室内選手権         | バレンシア(スペイン)       | 60m   | 6.54          | 銀      |
| 2008 | オリンピック           | 北京(中国)                 | 100m  | 10.05（-0.1） | 準決勝  |
| 2008 | オリンピック           | 北京(中国)                 | 200m  | 20.59（-0.9） | 6位     |
| 2009 | 世界選手権             | ベルリン(ドイツ)           | 100m  | 10.20（-0.4） | 2次予選 |
| 2009 | 世界選手権             | ベルリン(ドイツ)           | 200m  | 20.84（0.0）  | 2次予選 |
| 2011 | 世界選手権             | テグ(韓国)                 | 100m  | 10.09（-1.4） | 銅      |
| 2011 | 世界選手権             | テグ(韓国)                 | 200m  | 20.64（-1.0） | 準決勝  |
| 2011 | 世界選手権             | テグ(韓国)                 | 400mR | 38.49（2走）  | 銅      |
| 2012 | オリンピック           | ロンドン(イギリス)         | 100m  | DNS           | 予選    |
| 2015 | 世界選手権             | 北京(中国)                 | 100m  | 10.16（+2.1） | 予選    |
| 2016 | 世界室内選手権         | ポートランド(アメリカ)     | 60m   | 6.56          | 8位     |
| 2016 | オリンピック           | リオデジャネイロ(ブラジル) | 100m  | 10.12（+0.2） | 準決勝  |
| 2016 | オリンピック           | リオデジャネイロ(ブラジル) | 400mR | 39秒81（2走） | 予選    |
| 2018 | 世界室内選手権         | バーミンガム(イギリス)     | 60m   | DNS           | 準決勝  |

## 年次ベスト
| 年             | 100m   | 風速 | 備考                                                     |
| -------------- | ------ | ---- | -------------------------------------------------------- |
| 1995年（19歳） | 10秒63 |      |                                                          |
| 1996年（20歳） | 10秒27 | +0.1 |                                                          |
| 1997年（21歳） | 21秒73 | -0.6 |                                                          |
| 1998年（22歳） | 10秒18 | +0.5 |                                                          |
| 1999年（23歳） | 10秒21 | -0.1 |                                                          |
| 2000年（24歳） | 10秒13 | +0.6 |                                                          |
| 2001年（25歳） | 10秒04 | -0.2 |                                                          |
| 2002年（26歳） | 9秒98  | +0.2 | 同タイムを3回マーク（+0.2,+1.6,+2.0）。                  |
| 2003年（27歳） | 9秒99  | +1.3 |                                                          |
| 2004年（28歳） | 10秒00 | +0.6 |                                                          |
| 2005年（29歳） | 10秒00 | +1.0 |                                                          |
| 2006年（30歳） | 10秒33 | +0.1 |                                                          |
| 2007年（31歳） | 10秒14 | +1.7 |                                                          |
| 2008年（32歳） | 10秒05 | -0.1 |                                                          |
| 2009年（33歳） | 10秒15 | +0.6 |                                                          |
| 2010年（34歳） | 10秒20 | +0.4 |                                                          |
| 2011年（35歳） | 10秒00 | +0.4 |                                                          |
| 2012年（36歳） | 10秒01 | +1.4 |                                                          |
| 2013年（37歳） | 9秒97  | +2.0 |                                                          |
| 2014年（38歳） | 9秒96  | +1.0 |                                                          |
| 2015年（39歳） | 9秒98  | +1.8 |                                                          |
| 2016年（40歳） | 9秒93  | +1.9 | セントクリストファー・ネイビス記録、40歳以上世界最高記録 |
| 2017年（41歳） | 10秒20 | +0.3 |                                                          |
| 2018年（42歳） | 10秒37 | +2.0 |                                                          |

| 年        | 60m   | 備考                                                     |
| --------- | ----- | -------------------------------------------------------- |
| 1999-2000 | 6秒53 |                                                          |
| 2000-2001 | 6秒58 |                                                          |
| 2002-2003 | 6秒58 |                                                          |
| 2004-2005 | 6秒54 |                                                          |
| 2007-2008 | 6秒54 |                                                          |
| 2008-2009 | 6秒58 |                                                          |
| 2010-2011 | 6秒50 |                                                          |
| 2011-2012 | 6秒56 |                                                          |
| 2012-2013 | 6秒53 |                                                          |
| 2013-2014 | 6秒49 |                                                          |
| 2014-2015 | 6秒47 | セントクリストファー・ネイビス記録、35歳以上世界最高記録 |
| 2015-2016 | 6秒49 |                                                          |
| 2016-2017 | 6秒52 | 40歳以上世界最高記録                                     |
| 2017-2018 | 6秒60 |                                                          |

## 自己ベスト
- 50m - 5秒75　（2009年2月10日）
- 60m - 6秒47　（2015年2月17日）　セントクリストファー・ネイビス記録、35歳以上世界最高記録
- 100m - 9秒93　（2016年5月29日）　セントクリストファー・ネイビス記録、40歳以上世界最高記録
- 200m - 20秒20　（2001年8月9日）

## 最年長記録
- 男子100m最年長9秒台記録 - 40歳と54日
- オリンピック男子100m最年長出場記録 - 40歳と131日
- 世界選手権男子100m最年長出場記録 - 39歳と139日
- 世界室内選手権男子60m最年長ファイナリスト記録 - 39歳と348日
- 世界室内選手権男子60m最年長出場記録 - 41歳と332日